# سرامید

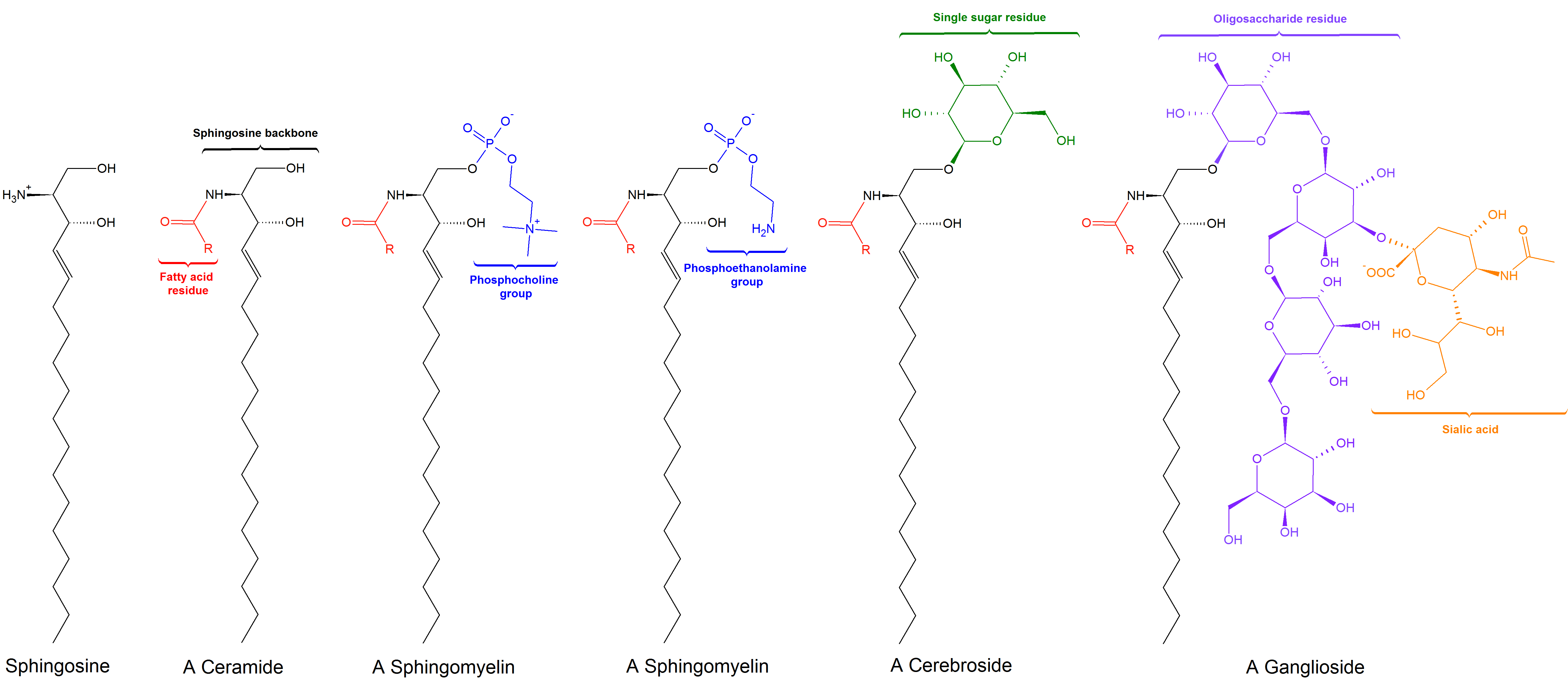
ساختمان عمومی اسفنگولیپیدها

سرامید. بخش R نشان‌دهندهٔ جزءِ آلکیل از اسید چرب است.

سرامیدها (انگلیسی: Ceramides) یک خانوادهٔ بزرگ از لیپیدهای مومی هستند. یک مولکول سرامید از یک اسفنگوزین و یک اسید چرب تشکیل شده‌است.
سرامیدها در غلظت بالا در غشاءِ سلول یافت می‌شوند؛ چرا که از اجزاءِ اسفنگومیلین‌ها در غشاء دولایه لیپیدی سلول هستند. برخلاف پیش‌فرض‌های نادرست گذشته که سرامیدها و اسفنگولیپیدهای موجود در غشاءِ سلول را تنها در اسکلت‌بندی آن دخیل می‌دانستند، امروزه مشخص شده‌ است که سرامیدها در پیام‌رسانی (سیگنالینگ) سلولی شرکت دارند که مشتمل بر تنظیمِ تکامل سلول، رشد سلول و همچنین مرگ برنامه‌ریزی‌شدهٔ سلول است.
واژهٔ سرامید برگرفته از کلمهٔ لاتینِ «سِـرا» (به معنای موم) و «آمید» است. سرامید یکی از اجزاءِ مادهٔ «ورنیکس کازئوزا» است، همان مادهٔ پنیری موم‌مانندی که بدن نوزاد انسان را در بدو تولد پوشانده‌است.